# Arwed von Fischer
Karl Johann Wilhelm Arwed Fischer, seit 1887 von Fischer (* 23. Oktober 1825 in Dommitzsch; † 22. November 1897 in Heidelberg) war ein preußischer General der Infanterie.

## Leben

### Herkunft
Arwed war ein Sohn des preußischen Premierleutnants Kurt Friedrich Ludwig Fischer († 1826) und dessen Ehefrau Johanna, geborene Blell (1800–1830).

### Werdegang
Nach dem frühen Tod seiner Eltern besuchte Fischer die Kadettenhäuser in Potsdam und Berlin. Anschließend wurde er am 10. August 1843 als Sekondeleutnant dem 20. Infanterie-Regiment der Preußischen Armee überwiesen. Dort wurde er am 28. Mai 1848 Adjutant des Füsilier-Bataillons, mit dem er sich im gleichen Jahr während des Krieges gegen Dänemark an den Gefechten bei Schleswig und Düppel beteiligte. Im Jahr darauf nahm Fischer während der Niederschlagung der Badischen Revolution an den Gefechten bei Ladenburg, Feudenheim und Niederbühl sowie bei der Belagerung von Rastatt teil.
Anfang Juli 1852 wurde Fischer Regimentsadjutant und stieg in dieser Stellung Mitte Dezember 1852 zum Premierleutnant auf. Ab Mitte September 1856 war er als Adjutant der 12. Infanterie-Brigade in Brandenburg an der Havel kommandiert und erhielt anlässlich des Ordensfestes im Januar 1859 den Roten Adlerorden IV. Klasse. Unter Belassung in diesem Kommando wurde er am 31. Mai 1859 als Hauptmann in das 32. Infanterie-Regiment versetzt. Nachdem man ihn am 8. Mai 1860 von seinem Kommando entbunden hatte, wurde Fischer am 1. Juli 1860 zum Kompaniechef ernannt und vom 16. September bis zum 24. Dezember 1864 zum Kriegsministerium nach Berlin kommandiert.
Während des Deutschen Krieges führte Fischer seine Kompanie bei Hammelburg sowie Helmstadt und Uettingen und erhielt für sein Wirken am 20. September 1866 die Schwerter zum Roten Adlerorden IV. Klasse. Nach seiner Beförderung zum Major wurde er am 22. Juni 1867 zum Kommandeur des I. Bataillons ernannt, bevor er Ende März 1869 das Füsilier-Bataillon übernahm. Fischer führte seine Füsiliere während des Krieges gegen Frankreich bei Weißenburg, Wörth, Sedan, Artenay, Châteaudun und Chartres und Orleans sowie vor Paris. Ausgezeichnet mit dem Eisernen Kreuz II. Klasse wurde er nach dem Friedensschluss Mitte Januar 1872 Oberstleutnant und war vom 4. August  bis zum 15. September 1874 zur Vertretung des Kommandeurs des Brandenburgischen Füsilier-Regiments Nr. 35 kommandiert. Am 15. September 1874 erfolgte seine Ernennung zum Kommandeur dieses Verbandes und vier Tage später die Befföderung zum Oberst. Unter Stellung à la suite seines Regiments wurde Fischer am 9. Oktober 1880 Kommandeur der 36. Infanterie-Brigade in Rendsburg, erhielt kurz darauf den Kronen-Orden II. Klasse und avancierte zum Generalmajor. Als solcher war er vom 12. März 1881 bis zum 14. Oktober 1885 Kommandeur der 43. Infanterie-Brigade in Kassel und anschließend Kommandant von Königsberg. Am 3. November 1885 erhielt er den Charakter als Generalleutnant und am 6. Januar 1887 das Patent zu seinem Dienstgrad. In Würdigung seiner Verdienste erhob ihn Kaiser Wilhelm I. am 17. September 1887 in den erblichen preußischen Adelsstand. Fischer wurde am 5. Mai 1888 mit dem Stern zum Roten Adlerorden II. Klasse mit Eichenlaub und Schwertern am Ringe ausgezeichnet, am 24. März 1890 zu den Offizieren von der Armee versetzt und am 17. April 1890 unter Verleihung des Charakters als General der Infanterie mit Pension zur Disposition gestellt.
Er verstarb am 22. November 1897 an einem Herzleiden in Heidelberg und wurde dort drei Tage später beigesetzt.

### Familie
Fischer heiratete am 14. Mai 1853 in Heidelberg Mathilde von Vangerow (1835–1915). Das Paar hatte mehrere Kinder:
- Wilhelm (1857–1884), Dr. phil. ⚭ 1882 Charlotte von Siebold (* 1855). Sie heiratete 1891 den herzoglich sachsen-coburg und gothaischen Staatsrat Julius Wilharm.[2]
- Elsbeth (* 1859) ⚭ 1882 Johannes Wilhelmy († 1900), preußischer Major und Bezirkskommandeur von Meschede
- Helene (* 1861) ⚭ 1878 Oskar Hermes, Dr. phil., Superintendent
- Arwed (* 1864), preußischer Hauptmann ⚭ 1892 Klara Graver (* 1868). Die Ehe wurde später geschieden.